# Ilirski listopadni gozdovi
Ilirski listopadni gozdovi so kopenska ekoregija v južni Evropi, ki se razteza vzdolž vzhodne obale Jadranskega morja. Spada v biome sredozemski gozdovi in makija ter je v palearktičnem kraljestvu.

## Geografija
Ilirski listopadni gozdovi se raztezajo vzdolž vzhodne obale Jonskega in Jadranskega morja in zavzemajo 40.600 km² v severni Grčiji, Albaniji, Črni gori, Bosni in Hercegovini, Hrvaški, Sloveniji in severni Italiji okoli Trsta.
Ekoregijo omejujejo sklerofilni in mešani gozdovi Egejskega morja in Zahodne Turčije (na Balkanu), mešani gozdovi Pindskega gorstva (v Grčiji in Albaniji), mešani gozdovi Dinarskega gorstva (v Albaniji, Črni gori, Bosni in Hercegovini, Hrvaški, Sloveniji in Italiji) in mešani gozdovi Padske nižine (v Italiji).

## Podnebje
Podnebje ekoregije je večinoma Köppnovega sredozemskega tipa z vročimi poletji (Csa) do vlažnega subtropskega z mokrimi zimami (Cfa).

## Rastlinstvo
Zaradi širokega nadmorskega razpona te ekoregije so najvišje lege (nad 1000 m) prekrite z iglastimi gozdovi, nižje pa se pojavljajo mešana širokolistna vegetacija in grmičevje makije.
V coni iglavcev prevladujejo jelka, navadna smreka, črni bor, ponekod bosanski bor s primesmi evropske bukve. Dinarski apnenčasti blokovski gozd jelke raste na apnenčastih izdankih.
Prevladujoče vrste nižjih pasov so različni hrasti listavci Quercus frainetto, Q. pubescens, Q. cerris, Quercus trojana, Quercus macrolepis, z drugimi listavci in grmovnicami Carpinus orientalis, Fraxinus ornus, Cotinus coggygria, Paliurus spina-christi, Cercis siliquastrum. V bližini prevladujejo zimzelena drevesa in grmi makije Quercus ilex, Quercus coccifera, Pinus halepensis, Pinus pinea, Pistacia terebinthus, P. lentiscus, Erica arborea, Juniperus oxycedrus, J. macrocarpa, Olea europaea, Arbutus unedo, A. andrachne, Nerium oleander je postal prevladujoč v bližini obale.

## Razčlenitev ekoregije
Ekoregija ilirskih listnatih gozdov je opredeljena s strani WWF in Digitalni zemljevid evropskih ekoloških regij Evropske agencije za okolje.
Fitogeografsko je ekoregija razdeljena med jadransko in vzhodnosredozemsko provinco Sredozemske regije znotraj Holarktičnega kraljestva (po razmejitvi Armena Takhtajana).